# Livilla vitipennella
Livilla vitipennella är en insektsart som först beskrevs av Reuter 1875.  Livilla vitipennella ingår i släktet Livilla och familjen rundbladloppor. Inga underarter finns listade i Catalogue of Life.